# Record d'Europe de natation dames du 400 mètres 4 nages
Progression du record d'Europe de natation sportive dames pour l'épreuve du 400 mètres 4 nages en bassin de 50 et de 25 mètres.

## Bassin de 50 mètres
| Temps            | Athlète         | Naissance | Âge | Nationalité        | Compétition                         | Lieu           | Date              |
| ---------------- | --------------- | --------- | --- | ------------------ | ----------------------------------- | -------------- | ----------------- |
| 4 min 38 s 44    | Petra Schneider | 1963      | 17  | Allemagne de l'Est |                                     | Magdeburg      | 27 août 1980      |
| 4 min 36 s 29 RM | Petra Schneider | 1963      | 17  | Allemagne de l'Est | Jeux olympiques                     | Moscou         | 26 juillet 1980   |
| 4 min 36 s 10 RM | Petra Schneider | 1963      | 19  | Allemagne de l'Est | Championnats du monde               | Guayaquil      | 1er août 1982     |
| 4 min 33 s 59 RM | Yana Klochkova  | 1982      | 18  | Ukraine            | Jeux Olympiques                     | Sydney         | 16 septembre 2000 |
| 4 min 33 s 24    | Hannah Miley    | 1989      | 19  | Royaume-Uni        | Championnats de Grande-Bretagne (s) | Sheffield      | 5 avril 2008      |
| 4 min 31 s 33    | Hannah Miley    | 1989      | 20  | Royaume-Uni        | Championnats de Grande-Bretagne (f) | Sheffield      | 20 mars 2009      |
| 4 min 30 s 31    | Katinka Hosszú  | 1989      | 20  | Hongrie            | Championnats du monde (f)           | Rome           | 2 août 2009       |
| 4 min 29 s 89    | Katinka Hosszú  | 1989      | 27  | Hongrie            | Meeting Open Méditerranée           | Marseille      | 4 mars 2016       |
| 4 min 26 s 36 RM | Katinka Hosszú  | 1989      | 27  | Hongrie            | Jeux olympiques (f)                 | Rio de Janeiro | 6 août 2016       |

## Bassin de 25 mètres
| Temps            | Athlète         | Naissance | Âge | Nationalité | Compétition               | Lieu                 | Date             |
| ---------------- | --------------- | --------- | --- | ----------- | ------------------------- | -------------------- | ---------------- |
| 4 min 31 s 36    | Noemi Lung      | 1968      | 19  | Roumanie    |                           | Boulogne-Billancourt | 31 janvier 1987  |
| 4 min 29 s 46    | Nicole Hetzer   | 1979      | 22  | Allemagne   | Championnats d'Europe     | Anvers               | 16 décembre 2001 |
| 4 min 27 s 83 RM | Yana Klochkova  | 1982      | 20  | Ukraine     | Coupe du monde            | Paris                | 19 janvier 2002  |
| 4 min 27 s 27    | Hannah Miley    | 1989      | 18  | Royaume-Uni | Championnats du monde (f) | Manchester           | 9 avril 2008     |
| 4 min 25 s 06 RM | Mireia Belmonte | 1990      | 18  | Espagne     | Championnats d'Europe (f) | Rijeka               | 14 décembre 2008 |
| 4 min 24 s 51    | Hannah Miley    | 1989      | 20  | Royaume-Uni | Duel in the pool          | Manchester           | 18 décembre 2009 |
| 4 min 24 s 21    | Mireia Belmonte | 1990      | 20  | Espagne     | Championnats du monde (f) | Dubaï                | 15 décembre 2010 |
| 4 min 23 s 47    | Hannah Miley    | 1989      | 23  | Royaume-Uni | Championnats d'Europe (f) | Chartres             | 25 novembre 2012 |
| 4 min 23 s 14    | Hannah Miley    | 1989      | 23  | Royaume-Uni | Championnats du monde (f) | Istanbul             | 12 décembre 2012 |
| 4 min 22 s 18    | Katinka Hosszú  | 1989      | 24  | Hongrie     | Coupe du monde (f)        | Eindhoven            | 8 août 2013      |
| 4 min 20 s 85 RM | Katinka Hosszú  | 1989      | 24  | Hongrie     | Coupe du monde (f)        | Berlin               | 11 août 2013     |
| 4 min 20 s 83 RM | Katinka Hosszú  | 1989      | 25  | Hongrie     | Coupe du monde (f)        | Doha                 | 28 août 2014     |
| 4 min 19 s 86 RM | Mireia Belmonte | 1990      | 24  | Espagne     | Championnats du monde (f) | Doha                 | 3 décembre 2014  |
| 4 min 19 s 46 RM | Katinka Hosszú  | 1989      | 26  | Hongrie     | Championnats d'Europe (s) | Netanya              | 2 décembre 2015  |
| 4 min 18 s 94 RM | Mireia Belmonte | 1990      | 26  | Espagne     | Coupe du monde (f)        | Eindhoven            | 12 août 2017     |